# Обрњице
Обрњице (чеш. Obrnice) је насељено мјесто са административним статусом сеоске општине (чеш. obec) у округу Мост, у Устечком крају, Чешка Република.

## Становништво
Према подацима о броју становника из 2014. године насеље је имало 2.274 становника.